# ATP Challenger Scheveningen
De ATP Challenger Scheveningen was een mannen tennistoernooi dat deel uitmaakt van de ATP Challenger Tour. Het werd tussen 1993 en 2018 ieder jaar georganiseerd op de Mets Tennisbanen in Scheveningen.
Het nieuwe toernooi werd de eerste zeven jaar de Internationale Tenniskampioenschappen Scheveningen genoemd, van 2000-2010 kreeg het de naam Siemens Open. In 2011 en 2018 was er geen naamsponsor en werd de naam  The Hague Open gebruikt. Nadat in 2012 het HealthCity Open was gespeeld, kwam het Sport 1 Open (2013-2015).
Het toernooi werd t/m 2007 georganiseerd door voormalig tennisspeelster Marcella Mesker en Ivo Pols. Van 2008 tm 2018 was Ivo Pols alleen de toernooidirecteur.
Het toernooi van 2014 trok 7.500 toeschouwers. In 2015 trok het toernooi 10.050 toeschouwers.

## Onderscheidingen
In 2006 werd het Siemens Open uitgeroepen tot beste Challenger door de ATP met de ATP Challenger Award.
In 2007 kende de Koninklijke Nederlandse Lawn Tennis Bond (KNLTB) bondsonderscheidingen toe aan Mesker en Pols, die de toernooidirectie vormden. Mesker nam in 2007 afscheid als toernooidirecteur.

## Finales

### Enkelspel
| Jaar                                               | Winnaar                                            | Finalist                                           | Uitslag                                            |
| Internationale Tenniskampioenschappen Scheveningen | Internationale Tenniskampioenschappen Scheveningen | Internationale Tenniskampioenschappen Scheveningen | Internationale Tenniskampioenschappen Scheveningen |
| -------------------------------------------------- | -------------------------------------------------- | -------------------------------------------------- | -------------------------------------------------- |
| 1993                                               | Simon Youl                                         | Bart Wuyts                                         | 7-5, 1-6, 6-4                                      |
| 1994                                               | Francisco Clavet                                   | Karol Kučera                                       | 3-6, 7-5, 6-2                                      |
| 1995                                               | Jordi Arrese                                       | Andrei Pavel                                       | 6-3, 6-7, 6-4                                      |
| 1996                                               | Dennis van Scheppingen                             | Dominik Hrbatý                                     | 4-6, 6-3, 6-2                                      |
| 1997                                               | Ion Moldovan                                       | Salvador Navarro                                   | 3-6, 7-5, 6-2                                      |
| 1998                                               | Younes El Aynaoui                                  | Martín Rodríguez                                   | 6-3, 6-1                                           |
| 1999                                               | Emilio Benfele Álvarez                             | Martin Verkerk                                     | 6-3, 3-6, 3-2, opgave                              |
| Siemens Open                                       |                                                    |                                                    |                                                    |
| 2000                                               | Nicolas Coutelot                                   | Martín Rodríguez                                   | 6-3, opgave                                        |
| 2001                                               | Raemon Sluiter (1)                                 | Paul-Henri Mathieu                                 | 6-3, 6-4                                           |
| 2002                                               | Raemon Sluiter (2)                                 | Salvador Navarro                                   | 7-6(6), 6-7(3), 7-6(4)                             |
| 2003                                               | Todd Larkham                                       | Diego Veronelli                                    | 7-6(4), 4-6, 6-4                                   |
| 2004                                               | Peter Wessels                                      | Raemon Sluiter                                     | 7-5, 7-6(7)                                        |
| 2005                                               | Melle van Gemerden                                 | Kristof Vliegen                                    | 6-4, 6-3                                           |
| 2006                                               | Guillermo García López                             | Albert Montañés                                    | 0-6, 6-3, 6-4                                      |
| 2007                                               | Pablo Cuevas                                       | Dominik Meffert                                    | 6-3, 6-4                                           |
| 2008                                               | Jesse Huta Galung                                  | Diego Hartfield                                    | 6-3, 6-4                                           |
| 2009                                               | Kristof Vliegen                                    | Albert Montañés                                    | 4-2, opgave                                        |
| 2010                                               | Denis Gremelmayr                                   | Thomas Schoorel                                    | 7-5, 6-4                                           |
| The Hague Open                                     |                                                    |                                                    |                                                    |
| 2011                                               | Steve Darcis                                       | Marsel İlhan                                       | 6-3, 4-6, 6-2                                      |
| HealthCity Open                                    |                                                    |                                                    |                                                    |
| 2012                                               | Jerzy Janowicz                                     | Matwé Middelkoop                                   | 6-2, 6-2                                           |
| Sport 1 Open                                       |                                                    |                                                    |                                                    |
| 2013                                               | Jesse Huta Galung                                  | Robin Haase                                        | 6-3, 6-7, 6-4                                      |
| 2014                                               | David Goffin                                       | Andreas Beck                                       | 6-3, 6-2                                           |
| 2015                                               | Nikoloz Basilasjvili                               | Andrej Koeznetsov                                  | 6-7(3), 7-6(4), 6-3                                |
| The Hague Open                                     |                                                    |                                                    |                                                    |
| 2016                                               | Robin Haase                                        | Adam Pavlásek                                      | 6-4, 6-7(9), 6-2                                   |
| 2017                                               | Guillermo García-López                             | Ruben Bemelmans                                    | 6-1, 6-7, 6-2                                      |
| 2018                                               | Thiemo de Bakker                                   | Yannick Maden                                      | 6-2, 6-1                                           |

### Dubbelspel
| Jaar | Winnaar                                  | Verliezer                             | Uitslag             |
| ---- | ---------------------------------------- | ------------------------------------- | ------------------- |
| 1993 | Nils Holm Lars-Anders Wahlgren           | Jacco Eltingh Paul Haarhuis           | 6-1, 6-2            |
| 1994 | Mårten Renström Mikael Tillström         | Stephen Noteboom Tom Vanhoudt         | 3-6, 7-5, 6-3       |
| 1995 | Andrei Pavel Eyal Ran                    | Emilio Benfele Álvarez Jose Imaz-Ruiz | 6-4, 6-4            |
| 1996 | Brandon Coupe Paul Rosner                | Martijn Bok Dennis van Scheppingen    | 6-1, 3-6, 6-0       |
| 1997 | Álex Calatrava Tom Vanhoudt              | Raemon Sluiter Peter Wessels          | 6-7, 6-2, 7-6       |
| 1998 | Agustín Calleri Tobias Hildebrand        | Sebastián Prieto Martín Rodríguez     | 6-2, 3-6, 6-2       |
| 1999 | Eyal Ran Tom Vanhoudt                    | James Greenhalgh Paul Rosner          | 6-4, 6-4            |
| 2000 | Paul Hanley Nathan Healey                | Marcus Hilpert Thomas Strengberger    | 6-2, 1-6, 6-3       |
| 2001 | Jordan Kerr Grant Silcock                | Brandon Coupe Tim Crichton            | 6-3, 6-4            |
| 2002 | Edwin Kempes (1) Martin Verkerk          | Mariano Hood Sebastián Prieto         | 6-4, 6-4            |
| 2003 | Fred Hemmes Edwin Kempes (2)             | Óscar Hernández Salvador Navarro      | 3-6, 6-4, 6-3       |
| 2004 | Paul Logtens Raemon Sluiter (1)          | Enzo Artoni Juan Pablo Brzezicki      | 6-2, 7-5            |
| 2005 | Julien Benneteau Édouard Roger-Vasselin  | Steve Darcis Kristof Vliegen          | 5-7, 7-5, 7-6(5)    |
| 2006 | Guillermo García López Salvador Navarro  | Marc Gicquel Édouard Roger-Vasselin   | 6-4, 0-6, [11-9]    |
| 2007 | Raemon Sluiter (2) Peter Wessels         | Rohan Bopanna Pablo Cuevas            | 7-6(6), 7-5         |
| 2008 | Rameez Junaid Philipp Marx               | Matwé Middelkoop Melle van Gemerden   | 5-7, 6-2, [10-6]    |
| 2009 | Lucas Arnold Ker Máximo González         | Thomas Schoorel Nick van der Meer     | 7-5, 6-2            |
| 2010 | Franco Ferreiro Harsh Mankad             | Rameez Junaid Philipp Marx            | 6-4, 3-6, [10-7]    |
| 2011 | Colin Ebelthite Adam Feeney              | Rameez Junaid Sadik Kadir             | 6-4, 6-7(5), [10-7] |
| 2012 | Antal van der Duim (1) Boy Westerhof (1) | Rameez Junaid Simon Stadler           | 6-4, 5-7, [10-7]    |
| 2013 | Antal van der Duim (2) Boy Westerhof (2) | Gero Kretschmer Alexander Satschko    | 6-3, 6-3            |
| 2014 | Matwé Middelkoop (1) Boy Westerhof (3)   | Martin Fischer Jesse Huta Galung      | 6-4, 3-6, [10-6]    |
| 2015 | Ariel Behar Eduardo Dischinger           | Aslan Karatsev Andrey Kuznetsov       | 0-0, opgave         |
| 2016 | Wesley Koolhof Matwé Middelkoop (2)      | Tallon Griekspoor Tim van Rijthoven   | 6-1, 3-6, [11-9]    |
| 2017 | Sander Gillé Joran Vliegen (2)           | Stefanos Tsitsipas Jozef Kovalík      | 6-2, 4-6, [12-10]   |
| 2018 | Ruben Gonzales Nathaniel Lammons (2)     | Luis David Martínez Goncalo Oliveira  | 6-1, 3-6, [11-9]    |